# 原州警察署
原州警察署（ウォンジュけいさつしょ）は、江原地方警察庁所管の警察署である。

## 管轄区域
- 原州市

## 沿革
- 1945年10月21日 -　発足

## 管轄地区隊
- 丹溪地区隊
- 丹観地区隊
- 鳳山地区隊
- プグォン地区隊
- 中央地区隊
- 興業地区隊

## 管轄派出所
- 文幕派出所
- 富論派出所

## 管轄治安センター
- 神林治安センター
- 地正治安センター
- 所草治安センター
- 衣岩治安センター
- 貴来治安センター